# Síndrome de CREST
La síndrome de CREST, també coneguda com esclerosi sistèmica limitada a la forma cutània (lcSSc), és un trastorn del teixit connectiu multisistèmic. L'acrònim "CREST" fa referència a les cinc característiques principals: calcinosi, fenomen de Raynaud, dismotilitat esofàgica, esclerodactília i telangièctasis.
La síndrome de CREST s'associa amb anticossos detectables contra els centròmers (un component del nucli cel·lular) i no sol afectar els ronyons (una característica més freqüent en l'esclerodèrmia sistèmica). Si s'afecten els pulmons, sol presentar-se en forma d'hipertensió arterial pulmonar.